# Arcygobius baliurus
Az Arcygobius baliurus a csontos halak (Osteichthyes) főosztályának a sugarasúszójú halak (Actinopterygii) osztályába, ezen belül a sügéralakúak (Perciformes) rendjébe, a gébfélék (Gobiidae) családjába és a Gobiinae alcsaládjába tartozó faj.
Nemének egyetlen faja.

## Előfordulása
Az Arcygobius baliurus előfordulási területe az Indiai-óceánban és a Csendes-óceán nyugati felén van.

## Megjelenése
Ez a gébféle legfeljebb 10,2 centiméter hosszú.

## Életmódja
Trópusi hal, amely egyaránt megél a sós- és brakkvízben is. Élőhelyén, az aljzaton tartózkodik.